# Symphonia tanalensis
Symphonia tanalensis là một loài thực vật có hoa trong họ Bứa. Loài này được Jum. & H. Perrier miêu tả khoa học đầu tiên năm 1913.